# Права тварин

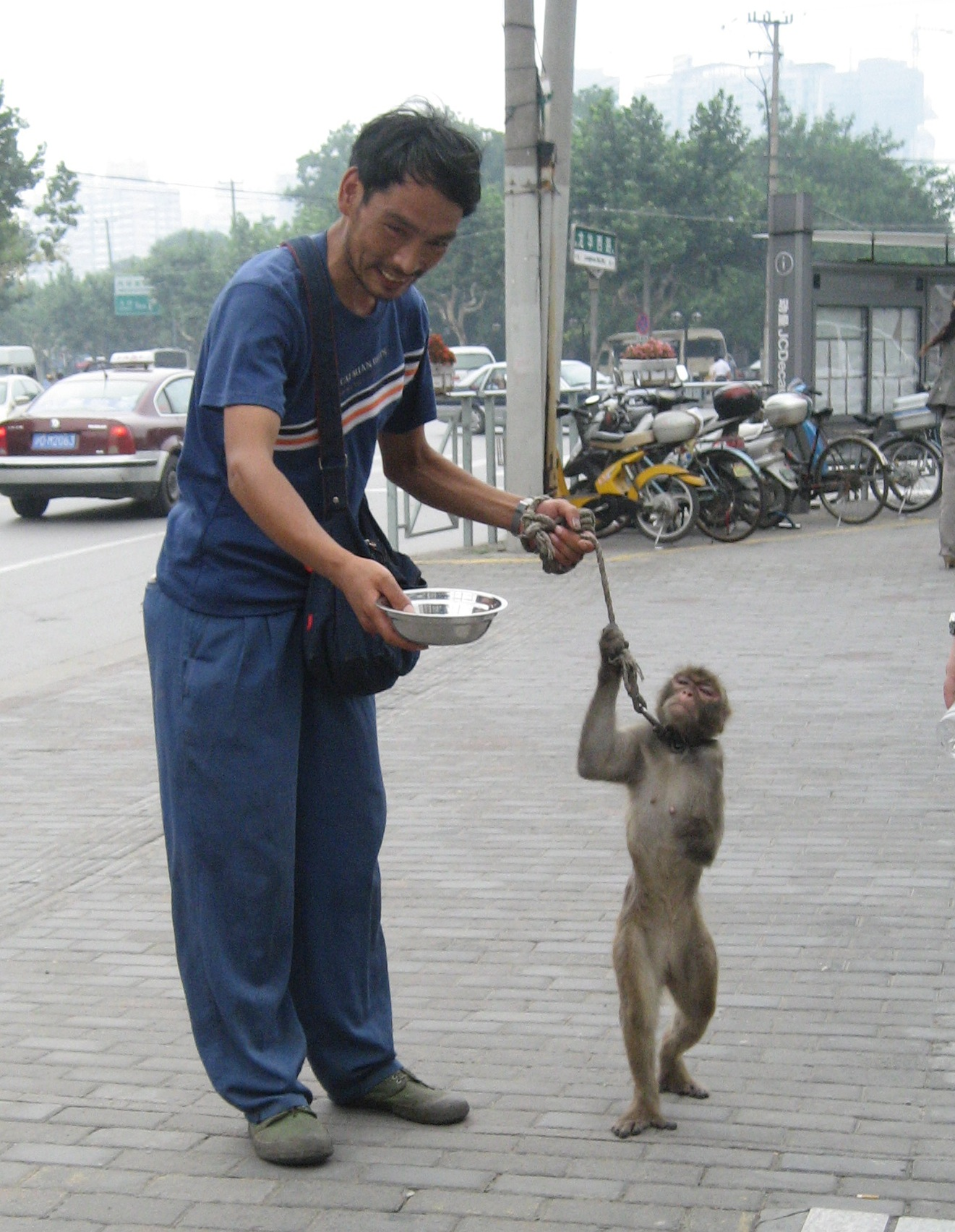
Чоловік із мавпою на прив'язі просить милостиню в Шанхай.

Права тварин — захищені мораллю і законом потреби, домагання, інтереси тварин, що розглядаються як моральні партнери. Права тварин є частиною концепції прав природи, є важливим розділом екологічної етики.

## Історія розробки концепції прав тварин
Ідеї прав тварин дотримувалися багато індіанських племен, сибірські народи, а також буддисти. Християнство та юдаїзм оголосили право худоби на відпочинок в сьомий день тижня. Судові суперечки за участю різних тварин як суб'єктів права відомі в Стародавньому Єгипті і Середньовічній Європі. У XIII ст. арабський мислитель Ізз-Дін ібн Абд-Салам написав спеціальний трактат про права тварин. У 1820 р. німецький філософ Краузе заявив, що всі істоти, які мають душу, повинні мати права. У тому числі і тварини. У 1894 р. німецький суддя Брегенцер написав книгу про юридичні права тварин. У 1900 р. подібну працю видав французький дипломат Енгельгард. Однак найґрунтовніше права тварин розглядалися в книзі англійця Сольта «Права тварин», виданій в 1893 р..
У Російській імперії вперше про права тварин заговорили наприкінці XIX ст. У 1898 р. голова Ковенського відділення Російського товариства захисту тварин А. Дарон писав, що тварини «з вищої справедливості» мають право на «невинне існування». У 1899 р. петербурзький доктор-медик С. Фішер у своїй книзі «Людина і тварини. Етико-юридичний нарис» заявив: «Держава повинна охороняти інтереси тварин. Ця охорона повинна висловитися в правових нормах. Найкращим засобом для цього є визнання правової особистості тварин, тобто наділення тварин відомою часткою правоздатності».
У 1903 р. в Москві вийшла книга вченого-історика Московського університету П. В. Безобразова «Про права тварин».
Про права тварин писали в 1912 р. В. Г. Чертков, І. Горбунов-Посадов.
Знову до ідеї прав природи загострився інтерес в 1965 р., коли відома письменниця Бриджит Брофі опублікувала своє есе «Права тварин». У 1970–1980 рр. в США, Великій Британії, Австралії та інших країнах стала виходити безліч книг і статей, присвячених розробці теорії прав тварин. Найбільш значний внесок у розвиток і популяризацію ідеї прав тварин внесли такі видні західні екофілософи, екологи та юристи, як Річард Райдер, Пітер Сінгер, Том Ріган, Ендрю Лінзі, Крістофер Стоун і інші. З 1984 р. в США діє організація «Юристи за права тварин». 10 грудня щорічно святкується як День прав тварин.

## Концепція прав тварин
Надання прав тваринам не означає припинення їх використання, а тільки припиняє їх використання зі зловживанням (експлуатацію). Право — це регулятор суспільних відносин і в даному випадку права тварин регулюють відносини людей з тваринами. Разом з тим право — це людський винахід, і тому між тваринами немає і не може бути правових відносин. Вовк, задираючи кабана, чи не порушує право кабана на життя.
«Право — це те, що гарантує життєві інтереси, допомагає задоволенню потреб, досягненню цілей. Право належить тому, хто ним користується, а не тому, хто виявляє волю. Суб'єктом права є той, кому призначено користуватися правом, завдання права — гарантувати йому це право», — писав у 1903 р. в своїй книзі «Про права тварин» П. В. Безобразов. Іншими словами, право — це те, що викликано необхідністю. Слід зазначити, що наявність прав не завжди передбачає наявність обов'язків. Так, немовлята і душевнохворі люди мають права, але не мають обов'язків. Також і з тваринами: у них є права, але немає обов'язків.
Американський юрист К. Стоун вважає, що незважаючи на те, що тварини не можуть самі відстоювати свої права в суді, їх права (за аналогією з правами немовлят і дорослих людей, що страждають серйозними хворобами) можуть відстоювати в суді опікуни, наприклад, представники екологічної організації, статутними цілями якої є захист прав тварин. Подібна практика існує в США та Японії, де позивачами виступають (через опікунів) тварини.
За усіма тваринами на рівні видів і особин можуть бути визнані наступні права:
- На рівні видів — право на існування, право успадкування, право на життєвий простір, право на відшкодування шкоди з вини людини, право на генетичну різноманітність (захист від генетичного забруднення), право на процвітання[8].
- На рівні особин — право на життя, право на природну свободу, право успадкування, право на захист від страждань з вини людини (на захист від жорстокості), право на необхідну для життя частку земних благ, право на генетичну різноманітність (захист від генетичного забруднення), право на відсутність відповідальності перед людиною, право на опіку (для домашніх і сільськогосподарських тварин)[8].

Слід додати, що правами можуть наділятися також створені людиною нові види тварин або нові види тварин, що потрапили на Землю з космосу.
На відміну від людини тварини, як на рівні видів, так і індивідів, мають набагато менше прав, ніж людина і не мають рівних з нею прав. Права тварин, також як і людини, не є абсолютними і при вагомій моральній аргументації можуть порушуватися. У майбутньому у тварин (принаймні у вищих), можуть з'являтися й інші права, наприклад, право обирати (через своїх опікунів). Слід підкреслити, що на практиці не завжди можна здійснювати захист прав багатьох тварин, наприклад, нижчих тварин. У наявності позиція, яку ми хотіли б прийняти, але яка поки не може бути здійсненна, однак ми повинні до неї прагнути.
Затвердження прав несе для тварин значне поліпшення ефективності їх захисту завдяки включенню розвиненого механізму правового захисту. І не тільки майнових інтересів, якщо популяція тварин понесла збиток. Якщо ця шкода суб'єкту права (тварині) незворотна, то включається, наприклад, кримінальне право за фактом геноциду. Будь-який вид тварин, а не тільки людина, може стати власником деяких фінансових активів, які можуть накопичуватися в місцевих або національних бюджетах саме для їх охорони. Завдяки правам тварин будь-який вид тварини перестає бути власністю. Крім цього велике значення ідеї прав тварин полягає в тому, що вона стимулює людей обмежувати, по можливості, вбивства і страждання тварин з вини людини. У майбутньому для захисту прав тварин можуть бути створені спеціалізовані суди, Міжнародний суд з прав тварин, а також введення посади Уповноваженого з прав тварин.
Як вважають деякі фахівці, наділення тварин правами має відбуватися поступово. У першу чергу правами можуть бути наділені високорозвинені тварини — людиноподібні мавпи, кити, дельфіни, а також домашні тварини. 2007 року парламент Балеарських островів затвердив резолюцію, відповідно до якої права людиноподібних мавп захищаються законом. В даний час в багатьох країнах діють громадські організації з захисту прав тварин, які входять у міжнародний рух визволення тварин. Його активісти борються з такими напрямами діяльності людини, які грубо порушують права тварин, як спортивне полювання, корида, фієста, родео, дресирування тварин у цирках, утримання тварин у дельфінаріях, звіринцях, зоопарках, використання шкур тварин в одязі, досліди на тваринах тощо.

## Захист прав тварин в Україні
Метою Закону України «Про захист тварин від жорстокого поводження» є не тільки захист тварин від страждань, зміцнення моральності та гуманності суспільства, а й захист природних прав тварин. Одним з таких прав, яке бере під захист цей Закон, є захист тварин від жорстокого поводження з боку людини. Закон забороняє нацьковувати тварин одна на одну, використовувати для їх умертвіння отрути, бити тварин, полювати на вагітних самок. Іншим законодавчим актом, який захищає права не тільки видів, але й окремих тварин, є Закон України «Про Червону книгу України». Він захищає права рідкісних видів тварин на існування, а також права рідкісних видів тварин на життя і свободу. У 2012 р. до Закону України «Про Червону книгу України» була прийнята добавка, завдяки якій під охорону беруться також дрібні тварини на рівні непатогенних мікроорганізмів.
У 2021 році було прийнято законопроект 2351, що розширив поняття жорстокого поводження з тваринами. Тоді як у 2022 році завдяки зооспільноті та зусиллям громадських активістів було зупинено прийняття законопроекту 8150, в якому хотіли дозволити масові знущання над тваринами. Наразі ГО "Відкриті Клітки Україна" активно виступає проти законопроекту 7689, в якому затверджується  можливість експлуатації тварин з метою розваг, погіршення стану навколишнього середовища, негуманного поводження з тваринами.

## Ґеноцид тварин з початком інтервенції росії в Україну
З початку повномасштабного вторгнення росії на територію України відзначені масові акти екоциду, в тому числі ґеноциду тварин на українській території, в тому числі на заповідних територіях.
Війна в Україні підштовхнула до внесення змін до міжнародного екологічного законодавства. Злочини ґеноциду проти тварин під час військового конфлікту було поділено на три групи:
- злочини проти домашніх тварин;
- злочини проти сільськогосподарських тварин;
- злочини проти диких тварин.

Згідно з діючим законодавством України, постановою Кабінету Міністрів від 7 листопада 2012 року № 1030; знищення кожної тварини на території України, яка занесена до Червоної Книги України, підлягає компенсації. Зокрема, вартість одного дельфіна встановлена на сумі 100 000 грн. З початку військового конфлікту було знайдено мертвими 65 особин. 
Директор Національного заповідника Асканія-Нова, який опинився в окупації з перших днів вторгнення побоюється вивезення цінних тварин із території заповідника окупаційними військами. Тоді як вартість одного Кафрського буйвола становить 100 000 грн., коня Пржевальського – 35 000 грн.Територія заповідника охороняється Рамсарською конвенцією та належить до території Смарагдової мережі України.
На територіях, що пережили окупацію російськими військами працюють волонтери, що рятують тварин, які знаходяться на межі виживання.
Підрахунок збитків, у зв'язку зі знищенням тварин дикої природи є особливо ускладненим, так як по цим видам тварин є недостатньо моніторингової інформації щодо кількості та зон перебування популяцій.
Вирішенню цього питання може сприяти затвердження закону про Смарагдову мережу, на доопрацюванні якого наполягають екологи. Наразі прийнятий законопроект цього закону 4461 від 04.12.2020.
В Україні було відзнято документальний фільм  "У пошуках Ніки", про геноцид тварин під час війни в Україні, режисер якого Стас Капралов, разом зі знімальною групою витратив на фіксування актів геноциду тварин пів року.